# Joanna Misztal-Konecka
Joanna Teresa Misztal-Konecka (ur. 31 lipca 1976 w Lublinie) – polska profesor nauk prawnych, wykładowczyni na Wydziale Prawa, Prawa Kanonicznego i Administracji Katolickiego Uniwersytetu Lubelskiego Jana Pawła II, sędzia Sądu Najwyższego, od 2021 prezes Sądu Najwyższego kierująca Izbą Cywilną. 

## Życiorys
Jest absolwentką prawa na Wydziale Prawa, Prawa Kanonicznego i Administracji KUL (1995–2000), a także studiów historycznych na Wydziale Nauk Humanistycznych KUL (1998–2001). Następnie uzyskała stopień doktora nauk prawnych (2005). W latach 2005–2007 była asystentem na Wydziale Zamiejscowym Prawa i Nauk o Gospodarce KUL, następnie adiunktem (2007–2013 WZPiNoG KUL, WPPKiA KUL), przewodniczącą Rady Programowej Instytutu Prawa WZPiNoG KUL (2009–2010), członkiem Senackiej Komisji Dyscyplinarnej do spraw Pracowników KUL (2011–2016). W roku 2012 uzyskała stopień doktora habilitowanego nauk prawnych na podstawie dorobku naukowego, w tym dzieła Bigamia w prawie rzymskim. Od 2012 była kierownikiem Katedry Postępowania Cywilnego KUL, a od 2013 profesorem KUL. W latach (2014–2016) pełniła funkcję zastępcy Dyrektora Instytutu Prawa KUL, a od 2016 Dyrektora Instytutu Prawa KUL. Od 2019 jest Dyrektorem Instytutu Nauk Prawnych Wydziału Prawa, Prawa Kanonicznego i Administracji KUL. W 2020 otrzymała tytuł profesora nauk prawnych. 
Równolegle do kariery naukowej, orzekała jako sędzia. W 2003 złożyła egzamin sędziowski. Od 2003 do 2007 była asesorem sądowym. W 2007 otrzymała nominację sędziowską. Do 2010 orzekała w Sądzie Rejonowym w Lublinie. W latach 2011–2016 sędzia Sądu Rejonowego Lublin-Wschód w Lublinie z siedzibą w Świdniku, przewodnicząca I Wydziału Cywilnego. Od 2016 sędzia Sądu Okręgowego w Lublinie, orzekająca w II Wydziale Cywilnym Odwoławczym, w delegacji w I Wydziale Cywilnym Sądu Apelacyjnego w Lublinie (2017–2018). 10 października 2018 prezydent Andrzej Duda powołał ją do pełnienia urzędu sędziego Sądu Najwyższego, gdzie mimo kontrowersji związanych z nominacją rozpoczęła orzekanie w Izbie Cywilnej. 30 września 2021 powołana na stanowisko prezes Sądu Najwyższego kierującą Izbą Cywilną.

## Nagrody i wyróżnienia
- Medal Brązowy za Długoletnią Służbę (2012)
- Medal Komisji Edukacji Narodowej (2023)[10]
- nagroda Rektora KUL za wyróżniającą się rozprawę habilitacyjną (2014)[11]